# Anton Högstedt
Anton Alfred Högstedt, född 11 juni 1880 i Malmö Karoli församling, död 10 februari 1935 i Malmö, var en svensk ingenjör.
Högstedt, som var son till plåtslagaren Anders Högstedt och Anna Swensson, blev efter avslutade studier 1899 anställd som mätningsingenjör på stadsingenjörskontoret i Malmö stad. Efter major Anders Nilssons avgång 1920 omorganiserades kontoret, varvid Högstedt utnämndes till byråingenjör. Han var även av länsstyrelsen i Malmöhus län, enligt lagen om fastighetsbildning i stad, förordnad registerförare 1920–1928. Han förvärvade sig en person- och fastighetskännedom, som kom honom väl till pass såväl i tjänsten som i de kommunala förtroendeuppdrag, vilka efter hand lades i hans händer. Han var bland annat i många år ledamot av taxeringsnämnden samt länsstyrelsens ombud vid allmänna fastighetstaxeringarna, varjämte han även biträdde som sakkunnig vid andra fastighetstaxeringar. Högstedt, som avled efter en längre tids sjukdom, är upphovsman till en mängd kartor i stadsbyggnadskontorets arkiv.